# Wakako Abe
Wakako Abe (阿部 和香子, Abe Wakako, Aizuwakamatsu, 4 de abril de 1966) é uma ex-ciclista olímpica japonesa. Abe representou seu país nos Jogos Olímpicos de Verão de 1984 e também nos Jogos Asiáticos de 1990.